# 余文興
余文興（?—?），建安人。南宋出版家。
余祖焕之後代，第十四世祖徙建安，世代為書商。余文興經營勤有堂书坊，自号勤有居士。有子余志安。